# Акациево-бэйкиевые редколесья Калахари
Акациево-бэйкиевые редколесья Калахари — экорегион, расположенный в Ботсване, северной Намибии, Южной Африке и Зимбабве.

## Расположение
Редколесье покрывает центр южной Африки, проходя по диагонали через юго-восточную Ботсвану и вплоть до Блока Тули в Южной Африке. В Ботсване есть ещё один район редколесья, идущий к северу от Дельты Окаванго и Макгадикгади в направлении к границе национального парка Чобе на восток до границы с Зимбабве. Засухи происходят приблизительно каждые семь лет. Осадки проходят в основном летом, а также с октября по май. Годовое количество осадков колеблется от 300 мм на юго-западе до 600 мм на севере, причём значения варьируются от года к году. Максимальная средняя температура в регионе — 27—30 °C, минимальная — 9—12 °C.

## Флора
Флора зависит от достаточности воды. Северные районы к западу от Дельты Окаванго и в Намибии имеют более влажный климат, там прорастает Baikiaea plurijuga. На юге климат становится более засушливым, раститильность ставится менее разнообразной .

## Фауна
В регионе водятся белые и чёрные носороги. Также встречаются гиеновидные собаки и саванные слоны. Через регион мигрируют некоторые большие млекопитающие, в том числе голубой гну, канна, зебры, африканский буйвол и каама.

## Проблемы
Нелегальная охота является главной угрозой для дикой природы в регионе. На севере региона действуют заповедники Сентрал-Калахари, Нцкаи-Пан (Ботсвана), Хаудум (Намибия), однако на юге регион защищён слабо.